# Шарлотта Фландрина Оранская-Нассау
Шарлотта Фландрина Оранская-Нассау (18 августа 1579, Антверпен, Брабант — 16 апреля 1640, Пуатье) — принцесса Оранская-Нассау,  настоятельница монастыря Сен-Круа (Пуатье).

## Биография
Шарлотта Фландрина была четвертой дочерью принца Вильгельма I Оранского-Нассау и его третьей жены Шарлотты де Бурбон-Монпансье. 
В 1581 году ее мать примирилась со своим отцом, но в следующем году скончалась. С этого момента Шарлотту Фландрину взял на воспитание ее дед Людовик III Бурбон, герцог Монпансье (1513—1582), и она переехала во Францию. Год спустя он скончался, и принцесса оказалась на попечении двоюродной сестры своей матери Жанны де Шабо, настоятельницы монастыря Ле Паракле. В конце концов по распоряжению короля Генриха III Фландрина оказалась у своей тети Жанны Бурбонской (1541—1624), католички и аббатисы Жуара. Несмотря на противодействие со стороны протестантских родственников, Шарлотта Фландрина приняла католичество и в 1593 году постриглась в монахини. 
В 1595 году Шарлотта Фландрина, страдавшая глухотой, стала аббатисой, а в 1605 году возглавила бенедиктинский монастырь Сен-Круа. Она поддерживала прочную связь со своими братьями и сестрами, прежде всего со своими сестрами Елизаветой Фландриной и Шарлоттой Брабантиной, придерживавшимися строгих протестантских взглядов, которых она вновь и вновь пыталась обратить в католичество. 